# جيمس غلين بييل
جيمس غلين بييل هو سمسار عقارات وسمسار تأمين وسياسي أمريكي، ولد في 5 يونيو 1894 في فروستبورغ في الولايات المتحدة، وتوفي بنفس المكان في 14 يناير 1971. نشط حزبياً في الحزب الجمهوري.

## مناصب
- انتخب عضو مجلس الشيوخ الأمريكي [الإنجليزية]‏ عن دائرة مقعد ماريلند من الفئة أ في مجلس الشيوخ ‏ وقد انضم خلال فترته النيابية [الإنجليزية]‏ (3 يناير 1963 – 3 يناير 1965) للكتلة البرلمانية الحزب الجمهوري.
- انتخب عضو مجلس الشيوخ الأمريكي [الإنجليزية]‏ عن دائرة مقعد ماريلند من الفئة أ في مجلس الشيوخ ‏ وقد انضم خلال فترته النيابية [الإنجليزية]‏ (3 يناير 1961 – 3 يناير 1963) للكتلة البرلمانية الحزب الجمهوري.
- انتخب عضو مجلس الشيوخ الأمريكي [الإنجليزية]‏ عن دائرة مقعد ماريلند من الفئة أ في مجلس الشيوخ ‏ وقد انضم خلال فترته النيابية [الإنجليزية]‏ (3 يناير 1959 – 3 يناير 1961) للكتلة البرلمانية الحزب الجمهوري.
- انتخب عضو مجلس الشيوخ الأمريكي [الإنجليزية]‏ عن دائرة مقعد ماريلند من الفئة أ في مجلس الشيوخ ‏ وقد انضم خلال فترته النيابية [الإنجليزية]‏ (3 يناير 1957 – 3 يناير 1959) للكتلة البرلمانية الحزب الجمهوري.
- انتخب عضو مجلس الشيوخ الأمريكي [الإنجليزية]‏ عن دائرة مقعد ماريلند من الفئة أ في مجلس الشيوخ ‏ وقد انضم خلال فترته النيابية [الإنجليزية]‏ (3 يناير 1955 – 3 يناير 1957) للكتلة البرلمانية الحزب الجمهوري.
- انتخب عضو مجلس الشيوخ الأمريكي [الإنجليزية]‏ عن دائرة مقعد ماريلند من الفئة أ في مجلس الشيوخ ‏ وقد انضم خلال فترته النيابية [الإنجليزية]‏ (3 يناير 1953 – 3 يناير 1955) للكتلة البرلمانية الحزب الجمهوري.
- انتخب عضو مجلس ولاية ماريلند  [لغات أخرى]‏ (1930 – 1934).
- انتخب عضو مجلس النواب الأمريكي [الإنجليزية]‏ (3 يناير 1943 – 3 يناير 1953).
- انتخب عضو مجلس الشيوخ الأمريكي [الإنجليزية]‏ عن دائرة ماريلند (3 يناير 1953 – 3 يناير 1965).